# الخاندرو نایف
الخاندرو نایف (اسپانیایی: Alejandro Naif‎؛ زادهٔ ۲۳ مارس ۱۹۷۳) بازیکن فوتبال اهل آرژانتین است.

## باشگاهی
از باشگاه‌هایی که در آن بازی کرده است می‌توان به باشگاه فوتبال سانتا فه و باشگاه ورزشی آئوداکس ایتالیانو اشاره کرد.

## تیم ملی
وی همچنین در تیم ملی فوتبال فلسطین بازی کرده است.